# Dystrykt Chilubi
Dystrykt Chilubi – dystrykt w północnej Zambii w Prowincji Północnej. W 2000 roku liczył 66 338 mieszkańców (z czego 49,65% stanowili mężczyźni) i obejmował 14 341 gospodarstw domowych. Siedzibą administracyjną dystryktu jest Chilubi.